# Hans-Jörg Kellner
Hans-Jörg Kellner (Monaco di Baviera, 3 dicembre 1920 – Monaco di Baviera, 25 giugno 2015) è stato un numismatico e archeologo tedesco, specializzato in archeologia delle province romane.
È stato dal 1960 al 1984 responsabile della Prähistorischen Staatssammlung di Monaco.

## Biografia
Kellner servì nel Reichsarbeitsdienst, poi come militare, da ultimo come ufficiale nella seconda guerra mondiale, e poi per quattro anni prigioniero di guerra dei sovietici. Dal 1949 ha studiato, alla Ludwig-Maximilians-Universität di Monaco, filosofia, preistoria e protostoria, numismatica, epigrafia, scienze ausiliarie della storia e storia bavarese. Nel 1953 ha conseguito il dottorato come studente di Joachim Werner con una tesi su „Die römischen Fundmünzen aus dem nördlichen Teil von Raetien“ ("La moneta romana trova dalla parte settentrionale della Raetia"). Ha poi lavorato per l'ufficio per la conservazione della Baviera.
Nel 1960 è stato nominato responsabile della  Prähistorischen Staatssammlung (Collezione statale di preistoria) di Monaco (dal 2000 Archäologische Staatssammlung. Le collezioni archeologiche furono ospitate fino al 1975 al Museo nazionale bavarese e dovettero essere ricostruite per i gravi danni della guerra. Nel febbraio 1976 Hans-Jörg Kellner cedette una dopo l'altra le varie parti del nuovo Museo all'Englischer Garten. Kellner si è impegnato per dieci anni per una nuova struttura moderna per la presentazione del patrimonio archeologico bavarese che dal 1939 non era più accessibile al pubblico. 
Kellner ha diretto il Landesmuseum archeologico fino al 1984. Suo successore è stato prima Hermann Dannheimer, cui nel 1999 è subentrato Ludwig Wamser.
Kellner è membro del Deutsches Archäologisches Institut. Dal 1968 al 1971 è stato presidente della Bayerische Numismatische Gesellschaft. È stato coinvolto in più di 300 pubblicazioni scientifiche, in primo luogo su archeologia delle provincie romane, numismatica, e archeologia del vicino oriente. Il lavoro più importante è  „Die Römer in Bayern“, che nel 1995 ha avuto la quarta edizione. Nel 1990 ha pubblicato un lavoro sui ritrovamenti di monete celtiche a Manching. Ha dato impulso agli scavo e allo sviluppo delle manifatture di ceramica sigillata di Pfaffenhofen (Schechen, l'acquisizione, restauro e pubblicazione dei famosi tesori di Straubing, di Weißenburg e di Eining nonché di numerosi diplomi militari romani.
Si è anche occupato della cultura Urartu, nella Anatolia orientale, che ha presentato per la prima volta al pubblico tedesco con una mostra nell'autunno del 1976.
Hans-Jörg Kellner era sposato e viveva a Monaco. Il figlio Stephan (* 1956) è anch'egli storico e dal 2004 referente di Bavarica alla Bayerische Staatsbibliothek.

## Riconoscimenti
Hans-Jörg Kellner è stato decorato con la Croce al merito di I classe dell'Ordine al merito di Germania e con l'Ordine al merito bavarese.
È stato nominato professore onorario all'Università di Passau; nel 2005, a Minden, ha ricevuto l'Eligius-Preis della Deutsche Numismatische Gesellschaft e il 6 luglio 2006 è stato nominato membro onorario della Gesellschaft für Archäologie in Bayern.